# Lissonota aciculata
Lissonota aciculata là một loài tò vò trong họ Ichneumonidae.